# Safi Nyembo
Safi Nyembo (* 23. September 1984 in Kinshasa, Zaire) ist eine deutsche Fußballspielerin.

## Karriere
Nyembo begann ihre Karriere mit dem FSV Schierstein und wechselte aus der U-16 im Sommer 2001 in die Oberliga zu Germania Wiesbaden. Zur Saison 2004/2005 wechselte sie zum Lokalrivalen 1. FFC Frankfurt und gab am 5. Dezember 2004 ihr Bundesliga-Debüt. Nachdem sie noch ein Spiel absolviert hatte, folgte der Wechsel zum Stadtrivalen FSV Frankfurt, wo Nyembo zu 22 Einsätzen kam. 2006 kehrte sie zum 1. FFC Frankfurt zurück und spielte in der zweiten Mannschaft. Nach einer Saison in der 2. Bundesliga Süd für die Reserve des 1. FFC Frankfurt entschied sich Nyembo für einen Transfer zum 1. FC Lokomotive Leipzig. In Leipzig erzielte sie in fünf Jahren in 79 Spielen 35 Tore. Nach fünf Jahren in Leipzig stand sie im Juni 2012 vor einem Wechsel zum Bundesliga-Aufsteiger VfL Sindelfingen, entschied sich aber nach erfolgreichem Probetraining zum Wechsel zum FF USV Jena, wo sie einen Zweijahresvertrag unterschrieb. Im Sommer 2013 löste sie ihren Vertrag, der bis zum 30. Juni 2014 gelaufen wäre, in Jena auf und wechselte zum neugegründeten FFV Leipzig, dem Nachfolgeverein der Frauenteams des 1. FC Lokomotive Leipzig. Nach dem Rückzug des FFV Leipzig aus der Regionalliga 2016/2017 schloss sie sich dem neugegründeten Verein FC Phoenix Leipzig an. Sie kam jedoch nur in vier Spielen zum Einsatz.
Zuletzt trat sie in der Saison 2019/20 in zwölf Punktspielen, in denen sie vier Tore erzielte, für Eintracht Leipzig Süd in Erscheinung; ihr weiterer Werdegang danach ist unbekannt.

## Sonstiges
Die gelernte Arzthelferin legte 2010 das Fachabitur für Sozialwesen ab.